# Opharus flavimaculata
Opharus flavimaculata är en fjärilsart som beskrevs av George Francis Hampson 1901. Opharus flavimaculata ingår i släktet Opharus och familjen björnspinnare. Inga underarter finns listade i Catalogue of Life.